# Denis Shkarpeta
Denis Shkarpeta (* 9. November 1981) ist ein ehemaliger usbekischer Radrennfahrer.
Denis Shkarpeta war Profi-Rennfahrer von 2002 bis 2007, in diesen Jahren fuhr er hauptsächlich für italienische Teams. 2004 gewann er eine Etappe vom Giro della Valle d’Aosta und 2005 die Gesamtwertung des Rennens Giro della Provincia di Biella.
2006 belegte Shkarpeta Platz 35 beim Memorial Pantani. Im Herbst startete er für Usbekistan bei der Straßen-Radweltmeisterschaft in Salzburg, wo er im Einzelzeitfahren den 37. Platz belegte. Danach fuhr er bei dem Paarzeitfahren Trofeo Città di Borgomanero gemeinsam mit Mauro Gerosa auf den zwölften Rang. 2007 beendete er seine Radsportlaufbahn.

## Teams
- 2002 AC Gambassi Stilneon
- 2003 G.S. Raimondi Simec Paletti
- 2004 S.C. Ceramiche Pagnoncelli – FMB – Perrel 2
- 2005 Ceramiche Pagnoncelli – NGC – Perrel
- 2006 Miche (bis 8. Juni)
- 2007 MapaMap-BantProfi (ab 9. Juni)